# 大久保忠利
大久保 忠利（おおくぼ ただとし、1909年8月28日 - 1990年6月1日）は、日本の言語学者・国語学者・文筆家。

## 概要
神奈川県小田原市生まれ。1929年東京外国語学校卒。新聞記者、ユーモア作家、中学教師などを経て、東京都立大学教授。言語学、国語学、国語教育などについて多くの著述活動をした。

## 著書
- 『百万人の言語学』（真光社） 1947
- 『コトバの心理と技術』（春秋社） 1952
- 『生きたコトバ』（東洋経済新報社、家庭文庫） 1953
- 『演説と討論の手帖』（春秋社、現代の生活技術新書） 1953
- 『コトバの魔術と思考』（春秋社） 1953
- 『コトバの力をのばそう』（金子書房、少年図書館選書） 1954
- 『小学生・話しコトバの発達と指導』（光風出版） 1954
- 『ことばの技術』（河出新書） 1955
- 『コトバの生理と文法論』（春秋社） 1955
- 『コトバづかいの心理』（六月社） 1956
- 『小学生のコトバ 発達と伸ばし方』（創元社） 1956
- 『日本コトバ読本』（東洋経済新報社） 1957
- 『話しのしかた』（春秋社） 1957
- 『コトバの切れ味とユウモア』（春秋社） 1958
- 『コトバの著作集』1 - 8（春秋社） 1958 - 1959
- 『コトバの機能と教育・国語教育』（明治図書出版） 1961
- 『文章の切れ味』（春秋社） 1961
- 『コトバづかいの心理』（新興出版社.真昼文庫） 1963
- 『言語の機能と文学のコトバ』（明治図書出版） 1966
- 『話しかた第二歩』（春秋社） 1966
- 『国語・文学教育とコトバの心理』（大明堂） 1968
- 『日本文法陳述論』（明治書院） 1968
- 『国語教育解釈学理論の究明』（勁草書房） 1969
- 『話し上手・聞き上手』（実業之日本社、実日新書） 1969
- 『日本文法の心理と論理』（国土社、教育実践シリーズ） 1970
- 『コトバの魔術と切れ味』（三省堂新書） 1971
- 『こころの通いあう手紙の書きかた』（実業之日本社、実日新書） 1972
- 『国語教育本質論』（春秋社、新・国語教育シリーズ） 1973
- 『新日本文法入門』（三省堂新書） 1973
- 『日本文法と文章表現』（東京堂出版） 1974
- 『国語教育・構造と授業』（あゆみ出版、国語教育実践シリーズ） 1975
- 『楽しくわかる日本文法 中学生・高校生 日本語が見えてくる副読本』（一光社） 1976.9
- 『人間教師の文学教育 国語教育⇄文学教育でほんものの人間づくりを』（一光社） 1977.3
- 『一億人の国語国字問題』（三省堂選書） 1978.6
- 『文章に強くなる本 書けない悩みを解決する20章』（実業之日本社、実日新書） 1978.10
- 『ユーモアに強くなる本』（実業之日本社、実日新書） 1980.12
- 『全面発達の国語教育』（一光社） 1981.5
- 『みんなに好かれる話し方』（あゆみ出版） 1982.2
- 『漢字と教育 漢字教育はどうあるべきか』（一光社） 1986.9
- 『少年少女の文章上達法』（民衆社、手をつなぐ中学生の本） 1987.5
- 「大久保忠利著作選集」全6巻（大久保忠利著作選集編集委員会編、三省堂） 1991 - 1992
  1. 『説明文・文学文』
  2. 『話しコトバ・作文・漢字・文法』
  3. 『話し・聞き』
  4. 『読み・書き』
  5. 『コトバの心理と論理』
  6. 『大久保・日本文法』

### 共編
- 『小学校現場の国語教育』第1-3（阪本一郎ほか共編、春秋社） 1954
- 『教室の心理と技術』（小林喜三男共編、明治図書出版） 1955
- 『わたしたちのことばと文字』（寒川道夫共編著、アルス、日本児童文庫） 1955
- 『講座・小学校の国語教育 第1 文法教育』（松山市造共編、春秋社） 1956
- 『講座・小学校の国語教育 第3 話し・作文・話し合い教育』（小林喜三男共編、春秋社） 1956
- 『講座・小学校の国語教育 第5 生活指導とマス・コミ教育』（阪本一郎, 菱沼太郎共編、春秋社） 1956
- 『文法教育の実践』第1 - 2（阪本一郎, 松山市造共編、春秋社） 1957 - 1958
- 『教師の話しかた技術』（小林喜三男共編著、明治図書出版） 1959
- 『しあわせと影 主婦たち・娘たちのつづり方』（内山みち子共編、春秋社） 1959
- 『労働者の日本語 全電通生活とことばのグループ』（渡辺武共編、三一新書） 1959
- 『話しコトバ指導の技術』（小林喜三男共編、明治図書出版） 1961
- 『女の夜明け 主婦たち・娘たちのつづり方 第2』（内山みち子, 馬場香夫子共編、春秋社） 1962
- 『われら大学1年生 生活と意見』（井上尚美共編、新興出版社、真昼文庫） 1964
- 『わが名は主婦 主婦たち・娘たちのつづり方. 第3』（内山みち子, 松井浪子共編、春秋社） 1966
- 『思考力・言語能力を高める討論指導』（小林喜三男共編著、明治図書出版） 1967
- 『わが大学生活に悔いなし 大学卒業期の手記』（井上尚美共編、新興出版社、真昼文庫） 1967
- 『ゆうもあ話術』（黒豹介共著、明治書院、ビジネスマン"ことば"シリーズ） 1970
- 『新・日本語講座 6 国語教育の過去現在そして未来像』（林進治共編、汐文社） 1974
- 『話し方文章上達法』（鈴木敬司共編、あゆみ出版、現代人コトバシリーズ） 1974
- 『暮らしのコトバ上達法』（田中積共編著、あゆみ出版、現代人コトバシリーズ） 1975
- 『コトバのやりとり上達法』（武藤辰男共編著、あゆみ出版、現代人コトバシリーズ） 1975
- 『新・日本語講座 2 日本文法の見えてくる本』（奥津敬一郎共編、汐文社） 1975
- 『本の読み方上達法』（井上尚美共編著、あゆみ出版、現代人コトバシリーズ） 1975
- 『マスコミ見方聞き方上達法』（堀川直義共編著、あゆみ出版、現代人コトバシリーズ） 1976
- 『表現よみと国語教育』（斎藤郁子共編、明治図書出版、現代言語表現シリーズ） 1982.8
- 『中学生の作文・話し方教育』（渡辺武共編、明治図書出版、現代言語表現シリーズ） 1983.3

## 翻訳
- 『アジアの人と神秘』（オッセンドフスキー、生活社） 1941
- 『ゲーテの母 - 母の伝記』（マーガレット・リークス、高田書院） 1941
- 『愛と友情』（ジェイン・オースティン、実業之日本社） 1943
  - 復刻『オースティン著作集5』（文泉堂） 1996。他はレスリー城館(カルス)、英国史
- 『論理学原論 (A Preface to Logic)』（モリス・R・コーエン、先駆社） 1949
- 『わが父マーク・トウェーン』（クララ・クレメンス、太平洋出版社） 1950
- 『思考と行動における言語』（S・I・ハヤカワ、岩波書店、岩波現代叢書） 1951
- 『女』（パール・バック、中央公論社） 1953
- 『論理とことば』（B・F・フッペ, J・カミンスキー、紀伊国屋書店） 1958